# Jamie McAllister
James Reynolds McAllister, detto Jamie (Glasgow, 26 aprile 1978), è un ex calciatore e allenatore di calcio scozzese, di ruolo difensore, attuale tecnico dell'under 21 del Bristol City.

## Carriera

### Club
Comincia la sua carriera nelle giovanili del Bellshill, ma debutta in una partita ufficiale nel 2006, con la maglia del Queen of the South. Nel 1999 firma per l'Aberdeen per un compenso totale di £100,000. Attualmente milita nel Bristol City, con cui ha firmato il 2 agosto 2006.

### Nazionale
Il 2 ottobre 2008 McAliister viene convocato da George Burley per disputare la partita di qualificazione ai Mondiali 2010, contro la Norvegia.

## Palmarès

### Club

#### Competizioni nazionali
- Coppa di Scozia: 1

Hearts: 2005-2006